# 坂井謙介
坂井 謙介（さかい けんすけ、1971年5月17日 - ）は、日本人の料理人。東京都武蔵野市出身。通称 KENSUKE。福岡市中央区【NIGIRO】のエグゼクティブシェフ。

## 来歴
和食店での5年間の修業後、1990年代後半に25歳で「California Japan Cuisine 屋台NIGIRO」を開業。26歳で「料理の鉄人」に最年少出場。
その後現在のカフェブームの素地とされるカリフォルニアキュイジーヌブームの先駆け「WeST PArK CaFE」をオープンさせると当時珍しいラップサンドの専門店等、最先端の飲食店を次々にプロデュース。30歳には株式会社ロブロス（現・ジャパントータルロブロス株式会社）を兄弟で起業。2010年にはカフェネスカフェのメニュートータルアドバイザーに抜擢される。現在まで国内外のカフェ、スイーツ、ベーカリー、デリ、社員食堂、サンドウィッチなど、30店以上の開業・運営を担い、繁盛店を作り上げてきた。

## 人物
国際都市「東京」というフィルターを通した彼独自の料理感覚、アート感性は出版社や芸能人からも支持され、流行誌や料理専門誌にも登場。海外VIPにもファンが多く、雑誌Hanakoでは「外国人が選ぶ美味しいシーザーサラダNo1.」に選出されたことも。現在ではケータリングパーティーなどで料理を披露することも多く、その縁で外資系企業のコンサルをすることも多い。

## メディア
- 料理の鉄人（フジテレビ）
- ネスレ日本　ネスカフェ香味焙煎（CM）
- ネスレ日本　ネスカフェドルチェグスト（CM）
- おはよう朝日です（ABC朝日放送）